# زوران موستور
زوران موستور (انگلیسی: Zoran Mustur؛ زادهٔ ۱۲ ژوئیه ۱۹۵۳) بازیکن واترپلو اهل یوگسلاوی بود.
وی در مسابقات کشوری و بین‌المللی در مجموع برندهٔ ۱ مدال طلا، ۱ مدال نقره شده‌است.